# 2013 en baseball
| Années du baseball : 2010 - 2011 - 2012 - 2013 - 2014 - 2015 - 2016    |
| Décennies du baseball : 1980 - 1990 - 2000 - 2010 - 2020 - 2030 - 2040 |

Les faits marquants de l'année 2013 en Baseball

## Calendriers
- Championnat du Nicaragua, jusqu'en janvier.
- Championnat de Porto-Rico, jusqu'en janvier.
- Ligue vénézuélienne, jusqu'en janvier.
- Ligue australienne, jusqu'en février.
- Classique mondiale de baseball 2013, en mars.
- Championnat de Cuba, jusqu'en mai.
- Ligue mexicaine, jusqu'en août.
- Championnat d'Espagne, jusqu'en juillet.
- Championnat de France, jusqu'en août.
- Ligue majeure de baseball, jusqu'en octobre.
- Championnat de Corée du Sud, jusqu'en octobre.
- Championnat d'Allemagne, jusqu'en octobre.
- Ligues mineures de baseball, jusqu'en septembre.
- Championnat des Pays-Bas, jusqu'en août.
- Championnat du Japon, jusqu'en octobre.
- Championnat d'Italie, jusqu'en août.
- Championnat de Grande-Bretagne, jusqu'en août.
- Match des étoiles de la Ligue majeure de baseball.
- Coupe d'Europe.
- 33e Championnat d'Europe de baseball, en juillet en Suisse[1].

## Événements

### Janvier
- 9 janvier : pour la première fois depuis 1996, l'Association des chroniqueurs de baseball d'Amérique ne procède à l'élection d'aucun ancien joueur des Ligues majeures au Temple de la renommée du baseball. Deux supervedettes suspectées de dopage, Barry Bonds et Roger Clemens, sont boudés par les personnes ayant voix au scrutin[2].

### Février
- 7 février : le club mexicain Yaquis de Obregón remporte 4-3 le match final de la Série des Caraïbes 2013 contre l'équipe dominicaine des Leones del Escogido grâce à un circuit de Doug Clark en début de 18e manche. Le match dure 7 heures et 28 minutes, le plus long en 55 ans d'histoire[3]. Clark est choisi joueur du match[3] et Luis Mendoza est le joueur par excellence de la Série[4].
- 18 février : pour la première fois depuis l'installation en 1974 de la procédure d'arbitrage dans la Ligue majeure de baseball, aucun différend entre un joueur et son équipe ne se rend devant un arbitre. Les 133 joueurs éligibles à l'arbitrage s'entendent avec leur club[5].

### Mars
- 1er mars : début de la Classique mondiale de baseball 2013.
- 19 mars : la République dominicaine gagne la Classique mondiale de baseball 2013 avec une victoire de 3-0 en finale sur Porto Rico.
- 31 mars : début de la saison 2013 de la Ligue majeure de baseball.

### Octobre
- 30 octobre : Les Red Sox de Boston remportent la Série mondiale 2013 quatre victoires à deux sur les Cardinals de Saint-Louis. Il s'agit du 8e titre pour la franchise, leur 3e en 10 ans, et le premier depuis 1918 gagné à Boston sur le terrain du Fenway Park[6]. David Ortiz est nommé joueur par excellence de la Série mondiale.

### Novembre
- 3 novembre : au Japon, les Tohoku Rakuten Golden Eagles remportent leur premier titre de la NPB en gagnant la finale quatre victoires à trois sur les Yomiuri Giants[7].

### Décembre
- 9 décembre :
  - Roy Halladay annonce sa retraite après une carrière de 16 saisons[8].
  - Bobby Cox, Tony La Russa et Joe Torre sont élus au Temple de la renommée du baseball. Une cérémonie d'intronisation est prévue à Cooperstown le 27 juillet 2014[9].

## Principaux décès
- 1er janvier : Ross Davis, joueur américain des Ligues de Noirs, 94 ans.
- 6 janvier : Cho Sung-min, joueur sud-coréen de la NPB japonaise, 39 ans.
- 7 janvier : Jim Cosman, lanceur américain, 69 ans.
- 11 janvier : Fred Talbot, lanceur américain, 71 ans.
- 12 janvier : Bubba Harris, lanceur américain, 86 ans.
- 13 janvier : Enzo Hernández, joueur vénézuélien, 63 ans.
- 15 janvier : Bill Glynn, joueur américain, 87 ans.
- 19 janvier : Earl Weaver, gérant américain élu au Temple de la renommée du baseball, 82 ans.
- 19 janvier : Stan Musial, joueur américain élu au Temple de la renommée, 92 ans.
- 19 janvier : Milt Bolling, joueur américain, 82 ans.
- 23 janvier : Ed Bouchee, joueur américain, 79 ans.
- 24 janvier : Harry Taylor, joueur américain, 77 ans.
- 27 janvier : Chuck Hinton, joueur américain, 78 ans.
- 27 janvier : Barney Mussill, joueur américain, 93 ans.
- 28 janvier : Lonnie Goldstein, joueur américain, 94 ans.
- 28 janvier : Earl Williams, joueur américain, 64 ans.
- 30 janvier : George « Red » Witt, joueur américain, 81 ans.
- 31 janvier : Tony Pierce, joueur américain, 67 ans.
- 31 janvier : Fred Whitfield, joueur américain, 75 ans.
- 2 février : Edith Houghton, première femme dépisteure de la Ligue majeure de baseball, 100 ans.
- 2 février : Pepper Paire, joueuse de l'All-American Girls Professional Baseball League, 88 ans.
- 3 février : Steve Demeter, joueur américain, 78 ans.
- 10 février : Jake Thies, lanceur américain, 86 ans.
- 17 février : Sophie Kurys, joueuse de l'All-American Girls Professional Baseball League, 87 ans.
- 19 février : Mickey Stubblefield, joueur américain des Ligues de Noirs, 86 ans.
- 22 février : Mario Ramírez, joueur portoricain, 55 ans.
- 28 février : Yo-Yo Davalillo, joueur vénézuélien, 84 ans.